# Prison de Porlier
Pour les articles homonymes, voir Porlier.
Cárcel de Porlier
La prison de Porlier, officiellement Prisión Provincial de Hombres número 1 de Madrid (en français : Prison provinciale d'hommes n°1 de Madrid), est une ancienne prison de Madrid utilisée pendant la guerre d'Espagne et les premières années de l'Espagne franquiste.

## Situation
La prison était située dans le quartier de Salamanca de Madrid, dans la rue du Général Díaz Porlier, au numéro 54 (d'où son nom). Le bâtiment où se trouvaient les prisonniers n'existe plus aujourd'hui, en raison d'un incendie.

## Historique
Créé après le début de la guerre d'Espagne, le ministère de la Justice de la République utilise le lieu comme résidence pour les enfants abandonnés de la guerre.
Transformé en prison, les nationalistes y incarcèrent les républicains.

## Détenus célèbres
- José Cazorla (1906-1940), époux d'Aurora Arnaiz, y est incarcéré avant son exécution par les nationalistes[4].